# Ut queant laxis
Ut queant laxis o Hymnus in Ioannem és un himne a Sant Joan Baptista escrit per Paulus Diaconus, historiador llombard. És notable de remarcar que la primera síl·laba de cada vers dona nom a cada nota de l'escala diatònica.
El text és el següent:
| Nota                       | Text original en llatí                                                                                 | Traducció |
| -------------------------- | --- | --- |
| Ut - Do Re Mi Fa Sol La Si | Ut queant laxis Resonare fibris Mira gestorum Famuli tuorum Solve polluti Labii reatum Sancte Ioannes. | Perquè puguin exaltar a ple pulmó les meravelles aquests servents teus perdona la falta dels nostres llavis impurs Sant Joan. |

Avui en dia Ut ha estat sovint substituït per Do a causa de qüestions sonores, probablement inspirat per la paraula Dominus (Senyor).
L'ús de l'Ut queant laxis per anomenar les notes és normalment atribuït a Guido d'Arezzo.